# Avenue de la Constitution
L'avenue de la Constitution (avenida de la Constitución en espagnol) est une avenue de Séville, en Espagne. Elle est limitée au nord par la place de San Francisco et au sud par la Puerta de Jerez. Située dans le district Casco Antiguo, elle forme la limite entre les quartiers de Santa Cruz à l'est et d'El Arenal à l'ouest.
Interdite à la circulation des véhicules, elle possède malgré tout une piste cyclable et est parcourue sur toute sa longueur par le tramway MetroCentro.

## Histoire
L'avenue de la Constitution réunit sous un seul toponyme le résultat d'une série de transformations urbanistiques proposées en 1863 déjà, mais qui ne furent ordonnées qu'en 1906 avant d'être mises en route en 1911 sur l'impulsion du maire de la ville Antonio Halcón y Vinent, dans le cadre des réformes urbaines liées à l'Exposition ibéro-américaine de 1929.
L'avenue est le résultat de l'unification, en 1931, lors de l'avènement de la Seconde République, d'abord sous le nom d'avenue de la Liberté (avenida de la Libertad), des rues Génova, Gradas et Lonja, de la place de Santo Tomás et de la rue Reina Mercedes (du nord au sud). Renommée avenue José Antonio Primo de Rivera pendant la période franquiste, l'avenue prit son nom actuel en 1980 en l'honneur de la Constitution espagnole de 1978,.
La rue Génova (Gênes en espagnol) allait de la place de San Francisco à la rue Alemanes. Au XIIIe siècle, la rue Génova fut donnée à la colonie des marchands génois, en plus d'exemptions fiscales, par le roi Ferdinand III. La rue devint également au XIVe siècle celle des agents de change et des joailliers, à la fin du XVe siècle celles de nombreux imprimeurs et relieurs puis au XVIe siècle de tailleurs et de bonnetiers. Le deuxième tronçon de l'avenue de la Constitution, qui longeait la cathédrale, s'appelait originellement rue Gradas (littéralement gradins). Depuis le Moyen Âge, mais surtout pendant les XVIe et XVIIe siècles, de nombreux commerçants se réunissaient quotidiennement sur les marches de la cathédrale ou dans la rue elle-même. Les rues Génova et Gradas ont longtemps constitué le centre névralgique des relations sociales de la ville, leur activité commerciale étant aidée par la proximité de l'hôtel de ville et du gouvernement local sur la place de San Francisco et du siège épiscopal le long de la rue Gradas. De plus, la proximité d'autres édifices importants, religieux et civils, comme le Palais archiépiscopal et l'Alcazar, fit de cette avenue une artère incontournable lors d'événements publics, notamment religieux, comme la Fête-Dieu, les jours des Rogations et la Semaine sainte.
Le tronçon suivant, la rue Lonja (littéralement loge de commerce), se situait entre la cathédrale et la bourse de commerce. Cette dernière, construite entre 1538 et 1598, devint en 1785 les Archives générales des Indes,.
Le tracé totalement rectiligne de l'avenue, rendu d'une part nécessaire par l'augmentation du trafic routier entre le centre historique et la périphérie et voulu d'autre part pour lui donner une importance symbolique, est le résultat des nombreuses réformes urbanistiques qui eurent lieu pendant le premier quart du XXe siècle.
En avril 2006, l'avenue de la Constitution fut fermée à la circulation pour permettre les travaux de l'installation de la ligne de tramway MetroCentro, qui fut ouverte en octobre 2007. Depuis, l'avenue est interdite au trafic routier, à l'exception de celui des vélos,.

## Architecture
Le style architectural de l'avenue de la Constitution est marqué par le régionalisme qui prédominait à Séville au début du XXe siècle. Du côté pair de l'avenue, à la hauteur de l'ancienne rue Génova, se retrouvent plusieurs des bâtiments construits entre 1912 et 1917 par des architectes comme Antonio Gómez Millán, Aníbal González ou José Espiau y Muñoz. Ce dernier est notamment le concepteur de l'édifice, situé au no 2, des assurances la Adriática, construit entre 1914 et 1922,,. On retrouve du même côté de l'avenue (au niveau de l'ancienne rue Lonja), l'édifice du siège central des Postes & Télégraphes, construit entre 1927 et 1930 dans un style néo-baroque (plus fréquent à Madrid qu'en Andalousie à cette époque) par Joaquín Otamendi et Luis Lozano. À sa gauche se trouve l'édifice Aurora, œuvre de l'architecte Antonio Illanes. Illanes construisit également, de l'autre côté de l'avenue, donnant sur la place de San Francisco, le bâtiment de la Banque d'Espagne. Bâti entre 1925 et 1928, il est un exemple de monumentalisme, style peu fréquent à Séville.
On trouve de plus le long de l'avenue des constructions plus anciennes, comme la cathédrale, la Tour d'Abd el Aziz (d'origine almohade), les Archives générales des Indes et, dans le prolongement immédiat de la façade de la cathédrale, l'église du Sagrario, construite au début du XVIIe siècle.

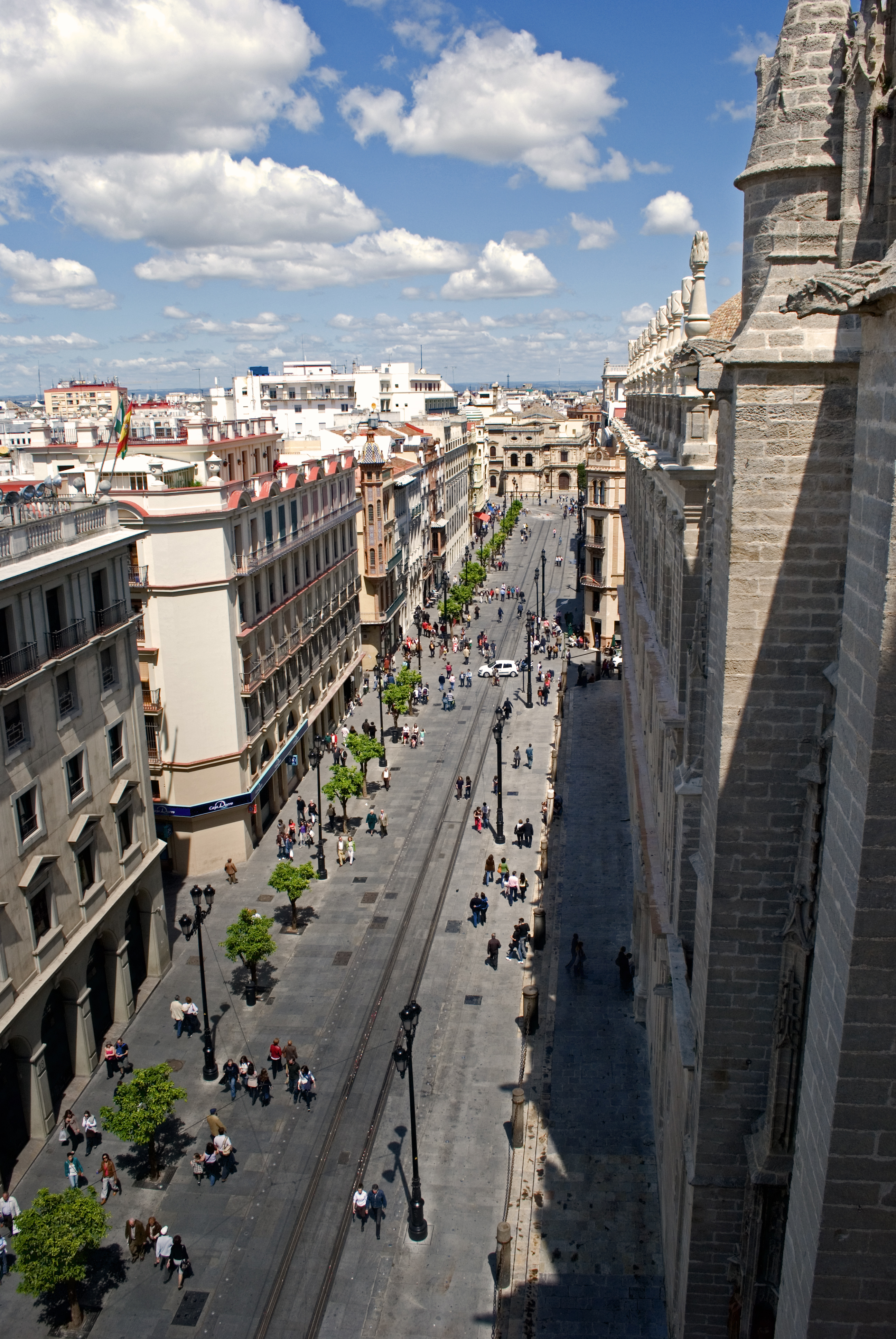
Le nord de l'avenue de la Constitution vu de la cathédrale, avec l'hôtel de ville à son extrémité.
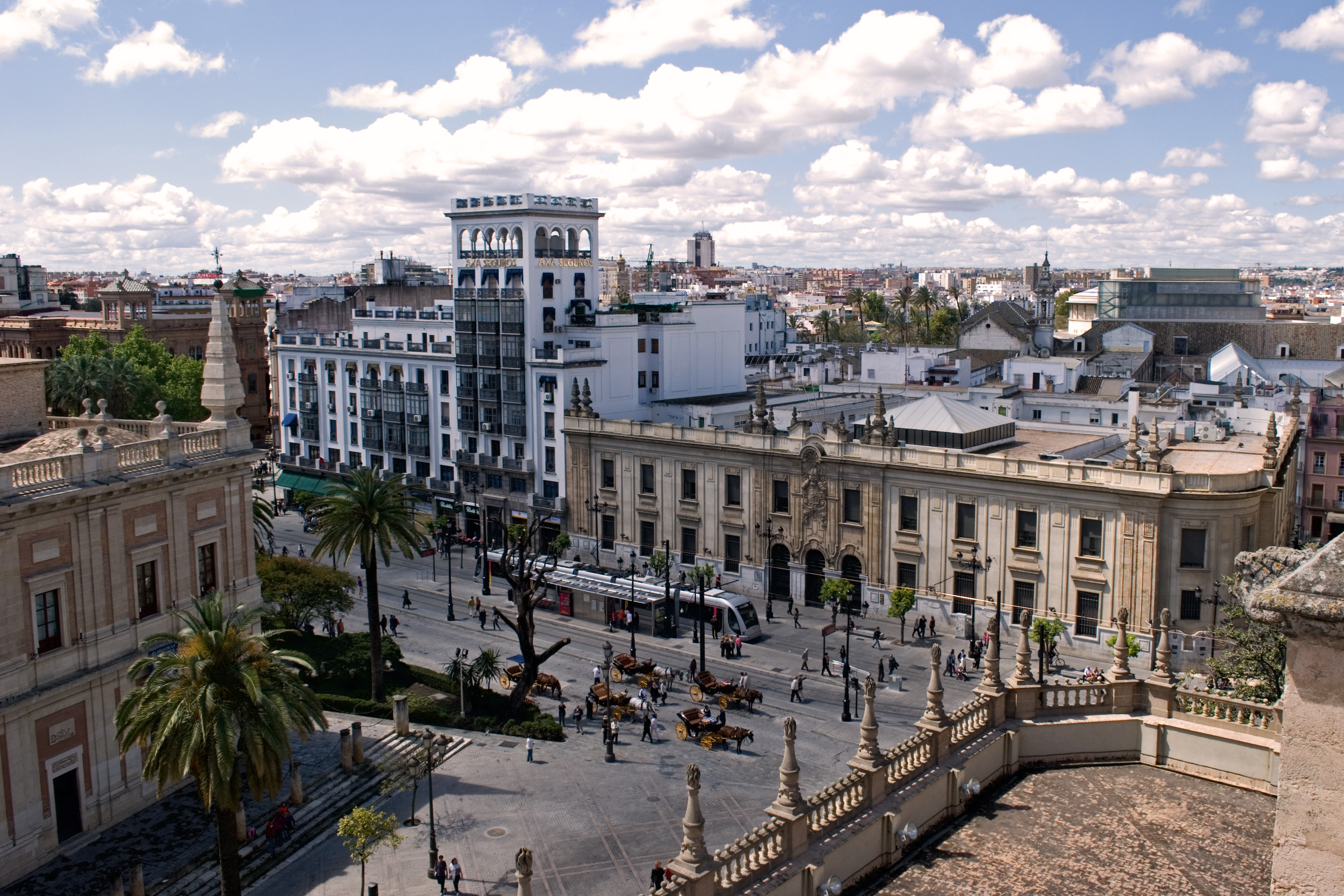
L'avenue de la Constitution vue depuis la cathédrale avec, tout à gauche, une partie des Archives générales des Indes. De l'autre côté de l'avenue se trouvent, à gauche, le bâtiment blanc de la compagnie d'assurances La Aurora (construit entre 1933 et 1936 par Antonio Illanes) et, à gauche, le bâtiment de la poste, de style néo-baroque, construit entre 1927 et 1930.
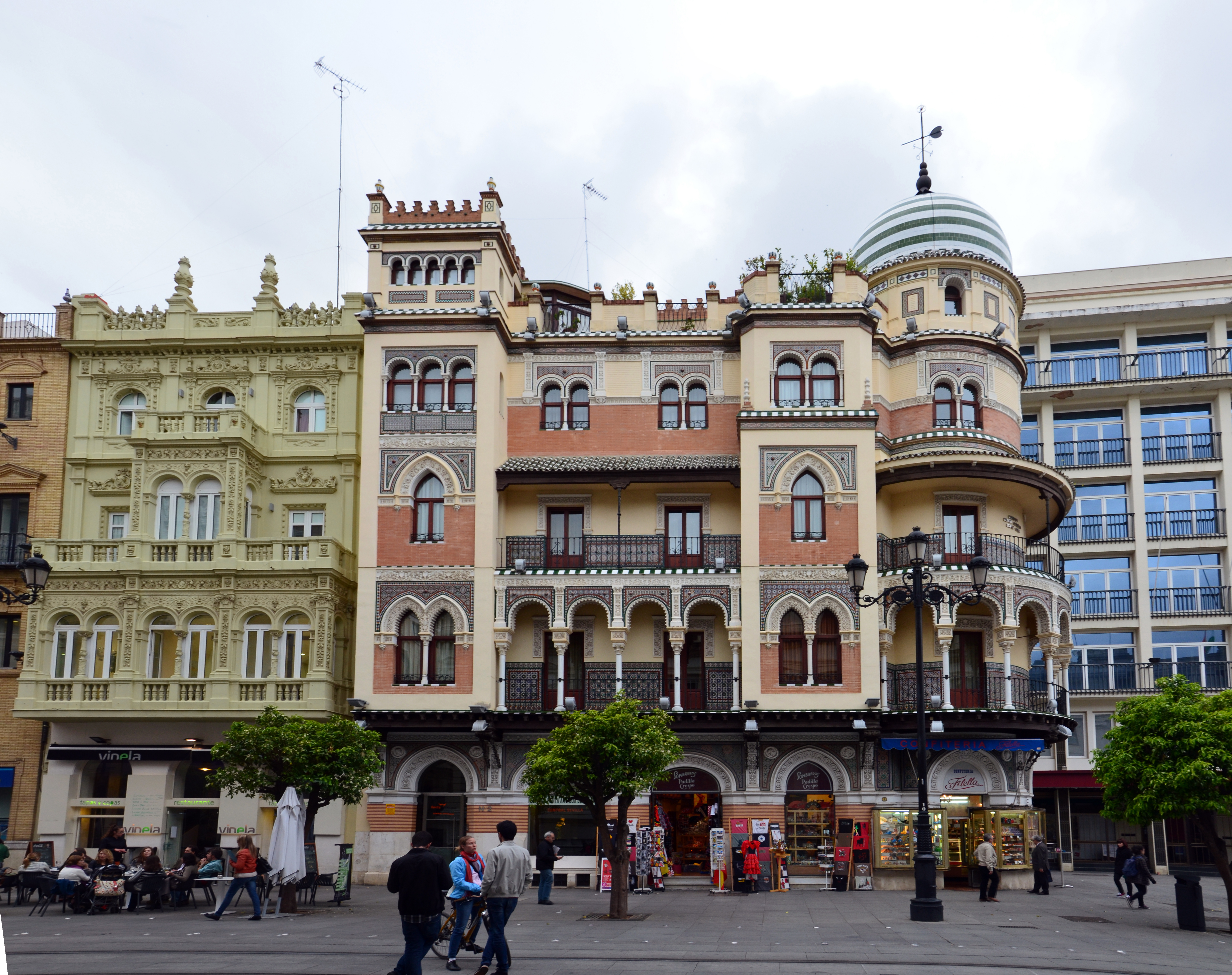
L'édifice "la Adriática" (1914-1922), œuvre de l'architecte José Espiau y Muñoz, au nord de l'avenue de la Constitution.
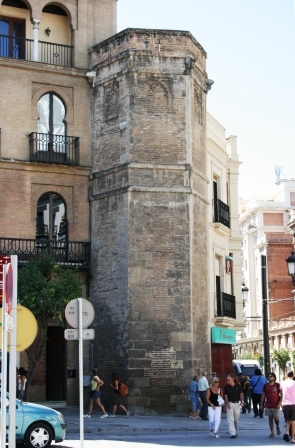
La Tour d'Abd el Aziz, construite par les Almohades vers le milieu du XIIe siècle. Elle se trouve du côté impair de l'avenue, à proximité des Archives générales des Indes.